# Liste von Hispanismen
Dies ist eine Liste von Hispanismen, d. h. von Wörtern spanischer sowie lateinamerikanischer Herkunft, die in der deutschen Sprache benutzt werden:

## A
Adios - Adobe (arabisch) - Aficionado - Aioli - Alkoven (arabisch) - Alligator - Alpaka - Armada - Aviso

## B
Barkasse - Bastonade - bizarr (vermutlich ursprünglich baskisch) - Bolero - Bonanza - Brigade

## C
Cafeteria - Calamares - Caldera - Canasta - Cha-Cha-Cha - Chaconne - Chica - Chihuahua (indigenen Ursprungs) - Chinchilla (indigenen Ursprungs) - Coca (indigenen Ursprungs)

## D
Demarkation - Dengue - disparat - Don, Doña - Dublone

## E
El Niño - Eldorado - Embargo

## F
Fandango - Fanfare - Fiesta - Finca - Flotte - Flottille

## G
Gala - Gamasche - Garrotte - Gitarre - Guano - Guerilla (aus guerrilla über das Französische guérilla) - Guerillero - gratis - Guanako

## I
Indigo - Infanterie

## K
Kaiman - Kakao (indigenen Ursprungs) - Kalebasse - Kamarilla - Kamerad - Kanarienvogel - Kannibale - Karamell - Karacho - Kargo - Kasko - Kastagnette - Kavalier - Knaster - Kompliment - Kondor - Kreole

## L
La Niña - La Ola - Lama - Lasso - liberal - Liga - Limette

## M
Machete - Mais (indigenen Ursprungs) - Manguste - Matador - Mate (indigenen Ursprungs) - Mayonnaise - Melasse - Merino - Moskito - Mulatte

## N
Nachos

## P
Paella - parieren - Platin - Platine

## Q
Quadrille - Quechua (indigenen Ursprungs) - Quesadilla - Quinoa (indigenen Ursprungs)

## R
Romanze

## S
Salsa - Sarabande - Sassafras - Schokolade (indigenen Ursprungs) - Serenade - Siesta - Silo - Sombrero

## T
Tabak (indigenen Ursprungs) - Taco (indigenen Ursprungs) - Tapas - Tequila - Tomate (indigenen Ursprungs) - Torero - Tortilla - Trense

## V
Vanille - Vikunja

## X
Ximénez (alkoholisches Getränk)

## Y
Yucca (Yuccapalme) (indigenen Ursprungs)

## Z
Zigarillo - Zigarre